# Julian Nagelsmann
Julian Nagelsmann (* 23. července 1987 Landsberg am Lech) je německý fotbalový trenér, který od září 2023 vede německou fotbalovou reprezentaci.

## Hráčská kariéra
Nagelsmannova hráčská kariéra skončila kvůli neustálým poraněním kolena. V seniorském fotbalu neodehrál jediný zápas.

## Trenérská kariéra
Nagelsmann byl asistentem trenéra A-týmu Hoffenheimu na konci sezony 2012/13 a poté až do 11. února 2016 trénoval juniorku Hoffenheimu. Když byl asistentem u Hoffenheimu, byl Timem Wiesem nazván "Mini-Mourinho".

### Hoffenheim
Nagelsmann byl jmenován hlavním trenérem Hoffenheimu v lednu 2016 a podepsal tříletý kontrakt. Ve věku 28 let se stal nejmladším trenérem v historii Bundesligy.
Nagelsmann přebral Hoffenheim, když byl v lize na sestupovém 17. místě, 7 bodů od nesestupové 15. pozice. Pod Nagelsmannem vyhráli 7 ze zbývajících 14 zápasů a o bod se vyhnuli sestupu. V sezoně 2016/17 skončil Hoffenheim na 4. místě a poprvé v historii klubu se kvalifikoval do evropského poháru (do 4. předkola Ligy mistrů).
V červnu 2017 prodloužil do roku 2021.

### RB Lipsko
V létě 2019 se stal trenérem bundesligovému celku RB Lipsko. V roce 2020 došel s Lipskem až do semifinále Ligy mistrů, kde po prohře 0:3 s Paris Saint-Germain ze soutěže vypadli.

### Bayern Mnichov
V létě 2021 převzal pozici hlavního trenéra FC Bayern Mnichov. Bayern zaplatil Lipsku 25 milionů eur (21,7 milionu liber), čímž se stal nejdražším manažerem v historii. Ve své debutové sezoně získal bundesligový titul a dvakrát vyhrál superpohár, ale v březnu 2023 byl z funkce manažera klubu odvolán. Na uvolněné místo byl jmenován Thomas Tuchel.
V létě 2023 byl blízko k angažmá ve francouzském Paris Saint-Germain FC, novým trenérem klubu se však stal Luis Enrique.

### Německá reprezentace
Nagelsmann se podle listu Bild stal 19. září 2023 novým trenérem německé fotbalové reprezentace. Šestatřicetiletý kouč na lavičce nahradil odvolaného Hansiho Flicka.